# Równia (Ukraina)
Równia (ukr. Рівня) – wieś na Ukrainie w rejonie rożniatowskim obwodu iwanofrankiwskiego; nad Łomnicą.